# Synedoida maculosa
Synedoida maculosa är en fjärilsart som beskrevs av Hans Hermann Behr 1870. Synedoida maculosa ingår i släktet Synedoida och familjen nattflyn. Inga underarter finns listade i Catalogue of Life.